# Ceraia punctulata
Ceraia punctulata är en insektsart som först beskrevs av Brunner von Wattenwyl 1878.  Ceraia punctulata ingår i släktet Ceraia och familjen vårtbitare. Inga underarter finns listade i Catalogue of Life.